# مایکل کارلز
مایکل کارلز (به انگلیسی: Michael J. Karels) یک مهندس نرم‌افزار آمریکایی و یکی از افراد کلیدی در تاریخ بی‌اس‌دی یونیکس است. او مدرک کارشناسی خود را در رشته میکروب شناسی از دانشگاه نوتردام دریافت کرد. او سپس به دانشگاه کالیفرنیا، برکلی رفت تا تحصیلات خود را در مقطع کارشناسی ارشد در همان رشته میکروب‌شناسی ادامه دهد. او در برکلی به دپارتمان رایانه دسترسی داشت و از آنجا که مدیر سیستم پی‌دی‌پی-۱۱ آنجا وقت کافی نداشت، مایک به او کمک می‌کرد و سپس شروع به ایجاد تغییراتی در سیستم کرد. مایک همکاری خودش با یونیکس را در نسخه ۲/۹بی‌اس‌دی که برای معماری پی‌دی‌پی-۱۱ توزیع می‌شد، آغاز کرد. وقتی که مایک آگهی شغلی گروه تحقیقاتی سیستم‌های کامپیوتری را در پروژه بی‌اس‌دی دید، تصمیم گرفت وارد پروژه شود. در سال ۱۹۸۲ وقتی که بیل جوی CSRG را ترک کرد، مایک مسئولیت‌های او را بر عهده گرفت و معماری سیستم ۴/۳بی‌اس‌دی را پایه‌ریزی کرد. ۴/۳بی‌اس‌دی یکی از مهمترین نسخه‌های بی‌اس‌دی و اساس توسعه تعدادی از نسخه‌های تجاری یونیکس بود (که امروز هم موجود هستند مانند سولاریس) این نسخه با جزئیات مفصلی در یک کتاب به نام «طراحی و پیاده‌سازی سیستم‌عامل ۴/۳بی‌اس‌دی» به جهانیان معرفی شد. مایک برای ۸ سال یکی از برنامه‌نویسان اصلی CSRG بود. مایک همکاری نزدیکی با ون جاکوبسن در طراحی تعدادی الگوریتم در پیاده‌سازی TCP داشت که الگوریتم جاکوبسن/کارلز و درخت مسیریابی ریشه از آن جمله است.
در سال ۱۹۹۳، انجمن یوزنیکس جایزه‌ای به خاطر یک عمر دستاورد به گروه CSRG در دانشگاه برکلی، برای بزرگداشت ۱۸۰ نفر از جمله مایکل کارلز که در توسعه ۴/۴بی‌اس‌دی-لایت همکاری کرده بود، اهدا کرد.
مایک بعدها به شرکت BSDi رفت و در توسعه سیستم‌عامل بی‌اس‌دی/اواس همکاری کرد که این سیستم‌عامل برای سال‌ها تنها نسخه تجاری بی‌اس‌دی برای پردازنده‌های اینتل بود. از سال ۲۰۰۹، مایک در شرکت مک‌آفی کار می‌کند.